# Elettorato di Baviera
L'Elettorato di Baviera fu lo Stato bavarese ereditario del Sacro Romano Impero dal 1623 al 1806, quando fu istituito il Regno di Baviera.
La dinastia dei Wittelsbach che resse la Baviera era la linea collaterale di quella che governava il Palatinato. La casata principale era una delle sette che reggevano il consiglio dei principi elettori del Sacro Romano Impero secondo la Bolla d'Oro del 1356, ma la Baviera era esclusa dalla dignità elettorale. Nel 1621 l'elettore palatino Federico V venne posto sotto banno imperiale per il suo ruolo nella rivolta boemia della Guerra dei Trent'anni contro l'Imperatore Ferdinando II e come tale la dignità elettorale venne concessa a suo cugino, Massimiliano I, elettore di Baviera, il quale era rimasto fedele all'Imperatore. Sebbene la Pace di Vestfalia avesse creato un nuovo titolo elettorale per il figlio di Federico V, il ramo di Baviera mantenne il grado di principe-elettore sino alla sua estinzione nel 1777. A questo punto le due linee vennero unite in unione personale sino alla fine del Sacro Romano Impero. Nel 1805, dopo la pace di Presburgo, l'elettore Massimiliano Giuseppe venne elevato al rango di re di Baviera.

## Geografia
L'Elettorato di Baviera consisteva nell'attuale regioni dell'Alta Baviera, Bassa Baviera e Alto Palatinato. Prima del 1779 esso includeva anche Innviertel, oggi parte della moderna Austria. Questa venne ceduta agli Asburgo in virtù del Trattato di Teschen che pose fine alla Guerra di Successione bavarese. Le aree di confine del palatinato bavarese includevano molte enclavi ed exclavi tra cui i principati del Palatinato-Neuburg e del Palatinato-Sulzbach che erano assegnati ad altri rami cadetti della casata. Altri exclavi erano il Vescovato di Frisinga, quello di Regensburg, quello di Passau e la città imperiale di Ratisbona.

## Privilegi storici e dignità
In virtù del suo titolo elettorale, l'Elettore di Baviera era membro del consiglio degli elettori alla dieta imperiale ed aveva il ruolo di Arci-Siniscalco del Sacro Romano Impero; egli aveva inoltre la dignità di vicario imperiale durante la vacanza del trono imperiale, assieme all'Elettore di Sassonia.

## Storia

### La Guerra dei Trent'anni
Quando nel 1597 Massimiliano I succedette al trono di Baviera, egli si trovò oberato di debiti. Le finanze dovevano essere riorganizzate, così come l'esercito e la milizia nazionale. In previsione della partecipazione alla Guerra dei Trent'anni si rese necessario un riordino interno delle risorse ed egli sfruttò l'occasione bellica per acquisire l'Alto Palatinato e la dignità elettorale. Malgrado i rivolgimenti politici successivi, la Pace di Vestfalia del 1648 assicurò a Massimiliano questi privilegi. Durante gli ultimi anni di questo conflitto la Baviera, infatti, aveva sofferto molto, soprattutto nella parte settentrionale. Nel 1632 gli svedesi avevano invaso il paese e quando Massimiliano violò il trattato di Ulma nel 1647, i francesi e gli svedesi si vendicarono sulle sue terre. Dopo aver riparato ai danni bellici, l'elettore morì a Ingolstadt nel settembre del 1651 lasciando uno Stato più forte di quello che aveva ricevuto. L'acquisizione dell'Alto Palatinato rese compatta la Baviera e l'acquisizione dello status elettorale rese lo Stato molto influente ed in grado di giocare un ruolo considerevole nella politica europea dei secoli successivi.

### Assolutismo
Ferdinando Maria (1651–1679), primogenito di Massimiliano, si trovò a dovergli succedere in minore età, proseguì l'opera del padre nel restaurare i danni di guerra, intensificando soprattutto l'agricoltura e le industrie, costruendo e restaurando molte chiese e monastero.

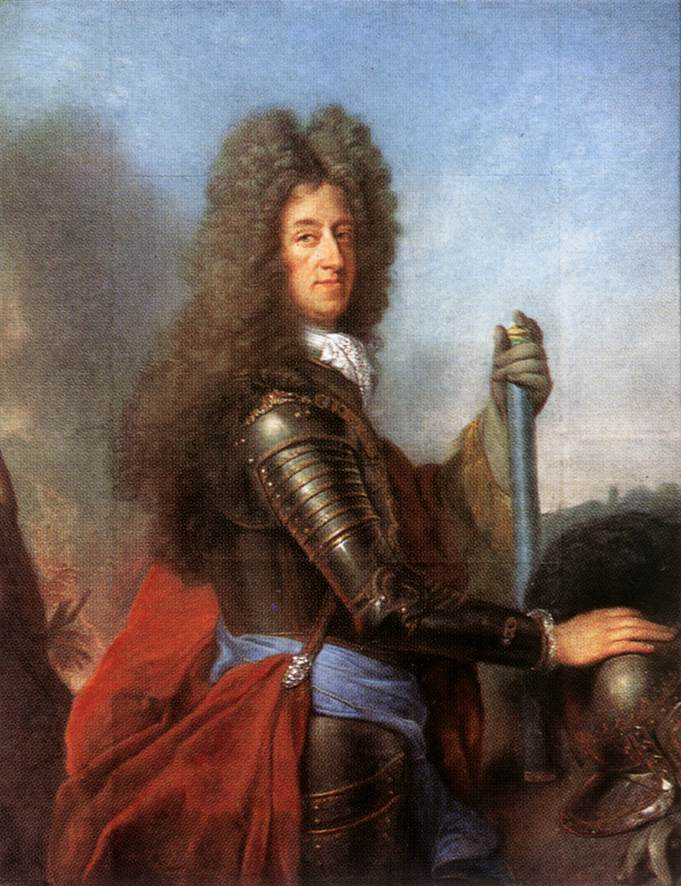
Massimiliano II Emanuele

Il suo lavoro, ad ogni modo, venne tralasciato dal figlio Massimiliano II Emanuele (1679–1726), il cui scenario di ambizione fu la guerra contro l'Impero Ottomano e, tenendo le parti della Francia, nella Guerra di successione spagnola. Egli venne sconfitto quindi nella Battaglia di Blenheim presso Höchstädt, il 13 agosto 1704; i suoi domini vennero temporaneamente divisi tra Austria ed il Palatinato secondo il Trattato di Ilbersheim, ed egli venne restaurato solo con la Pace di Baden del 1714; la prima insurrezione popolare del 1706 aveva già compromesso il dominio straniero sull'area.
Malgrado l'esperienza subita dal padre, il figlio Carlo Alberto (1726–1745), riuscì a devolvere tutta la propria potenza all'unico scopo di accrescere la fama e la potenza della sua casata in Europa. La morte dell'Imperatore Carlo VI gli offrì questa opportunità: egli disputò la validità della Prammatica sanzione del 1713 che assicurava l'ascesa al trono a Maria Teresa d'Austria, preferendo egli invece allearsi coi francesi occupando l'Alta Austria e facendosi incoronare re di Boemia a Praga e Imperatore a Francoforte nel 1742. Il prezzo che dovette pagare, ad ogni modo, fu l'occupazione della Baviera stessa ad opera delle truppe austriache, unita all'occupazione della Boemia da parte di Federico II di Prussia nel 1744 lo costrinse a ritornare a Monaco ove morì il 20 gennaio 1745 lasciando al suo successore il compito di recuperare pienamente i domini di famiglia.
Massimiliano III Giuseppe (1745–1777), con la pace di Füssen siglata il 22 aprile 1745, ottenne la restituzione dei suoi domini in cambio del riconoscimento della Prammatica Sanzione. Egli era un sovrano illuminato a differenza dei suoi predecessori e si occupò molto del proprio Stato implementando l'agricoltura, l'industria e l'esportazione di minerali di cui la propria terra era ricca, fondando tra le altre l'Accademia delle Scienze di Monaco ed abolendo la censura gesuita sulla stampa. Alla sua morte, avvenuta senza eredi il 30 dicembre 1777, la linea bavarese dei Wittelsbach si estinse e i suoi domini passarono a Carlo Teodoro, elettore del Palatinato. Dopo la separazione durata più di quattro secoli, il Palatinato assieme ai ducati di Juelich e Berg vennero riuniti alla Baviera.

### Palatinato-Baviera

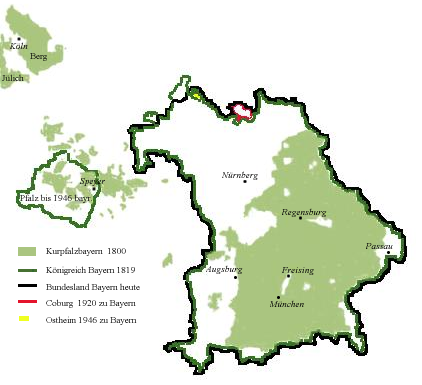
L'Elettorato (in verde) e il Regno di Baviera (nel 1816)

Il continuo ingrandimento del potere della Baviera diveniva sempre più intollerabile all'Austria che decise di occupare la Baviera, col segreto consenso di Carlo Teodoro il quale non aveva eredi legittimi e che desiderava ottenere dall'Imperatore la legittimazione dei suoi figli naturali al ruolo di eredi anche se altri sovrani proposero altri successori, il che aprì le basi per la Guerra di successione bavarese. Col Trattato di Teschen (13 maggio 1779) Innviertel venne ceduta all'Austria e l'ascesa al trono bavarese venne assicurata a Carlo di Zweibrücken.
Carlo Teodoro, ad ogni modo, fece poco per la Baviera abbandonando l'illuminismo del suo predecessore: i fondi del soppresso ordine dei Gesuiti che Massimiliano III aveva destinato alla riforma del sistema educazionale, vennero utilizzati per rifornire l'Ordine di San Giovanni di Gerusalemme, col pretesto di combattere i nemici della fede cattolica. Il governo venne quindi ispirato da un forte clericalismo.

### La Rivoluzione Francese e l'epoca napoleonica
Nel 1792 le armate rivoluzionarie francesi si scagliarono contro il Palatinato; nel 1795 i francesi, sotto il comando di Jean Victor Moreau, invasero la Baviera.ed avanzarono verso Monaco, ponendo assedio a Ingolstadt e venendo accolti positivamente dalla popolazione. Carlo Teodoro, che nulla aveva fatto per prevenire questo attacco, andò in esilio in Sassonia lasciando la reggenza ai membri del suo consiglio che raggiunsero l'armistizio dopo il pagamento di forti indennità (7 settembre 1796).
Da una parte la Francia e dall'altra l'Austria avevano posto la Baviera in una pessima posizione. Prima della morte di Carlo Teodoro (16 febbraio 1799) gli austriaci occuparono nuovamente il paese in preparazione di una nuova guerra con la Francia. Massimiliano IV Giuseppe, il nuovo elettore, ebbe difficoltà a succedere al trono. Grazie all'abilità del suo ministro Maximilian von Montgelas, la sua politica fu orientata a favorire l'Austria dal momento che il suo esercito si trovava indebolito e disorganizzato; il 2 dicembre 1800 le truppe bavaresi vennero coinvolte nella Battaglia di Hohenlinden dove gli austriaci vennero sconfitti e Moreau occupò nuovamente Monaco. Col Trattato di Lunéville (9 febbraio 1801) la Baviera perse il Palatinato e i ducati di Zweibrücken e Jülich.

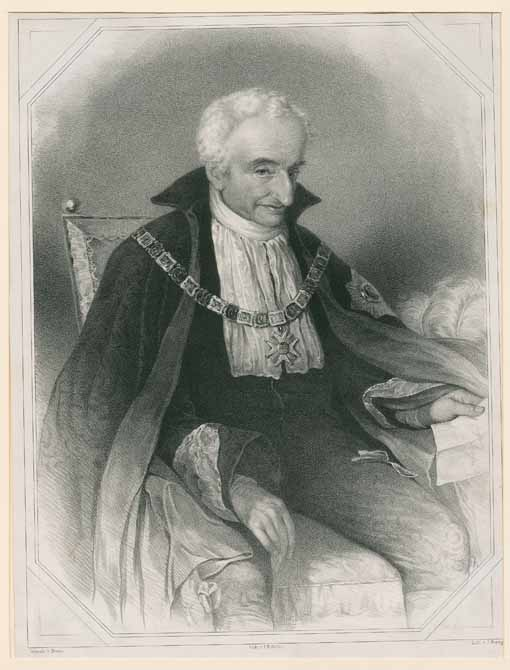
Il conte Montgelas

In questa visione dei fatti, Montgelas credette che la cosa più giusta da fare fosse il cercare di allearsi con la Repubblica Francese, riuscendo a vincere la riluttanza iniziale di Massimiliano Giuseppe e concludendo una pace separata a Parigi: secondo il terzo articolo del trattato, il Primo Console Napoleone Bonaparte avrebbe restituito i territori ceduti alla Francia con il Trattato di Lunéville.
In 1803, poi, con la mediatizzazione del Sacro Romano Impero, la Baviera ricevette i territori che erano stati dei vescovati di Würzburg, Bamberga, Augusta e Frisinga, oltre a parte del Vescovato di Passau, i territori di dodici abbazie e diciassette tra città e villaggi. Montgelas ora aspirava a dare alla Baviera il rango di potenza di primo piano e persuase Napoleone a concedere alla Baviera il ruolo di guida nella Confederazione del Reno in cambio di un'alleanza con la Francia. Schierandosi con i francesi nell'ambito della terza coalizione, al termine della campagna, la Baviera ottenne anche i territori dell'ex vescovato di Eichstätt, del margraviato di Burgau, della signoria di Vorarlberg, delle contee di Hohenems e Königsegg-Rothenfels, delle signorie di Argen e Tettnang, e della città di Lindau coi suoi territori annessi. La Baviera ottenne anche Würzburg nel 1803 in cambio della cessione del Tirolo all'Elettore di Salisburgo. La Baviera, secondo le nuove condizioni, avrebbe assunto il rango di Regno e Massimiliano sarebbe divenuto Massimiliano I di Baviera, oltre ad acconsentire il matrimonio tra sua figlia Augusta ed Eugène de Beauharnais, figlio adottivo del Bonaparte. Il 15 marzo 1806 egli cedette il Ducato di Berg a Napoleone.